# コシヒカリ

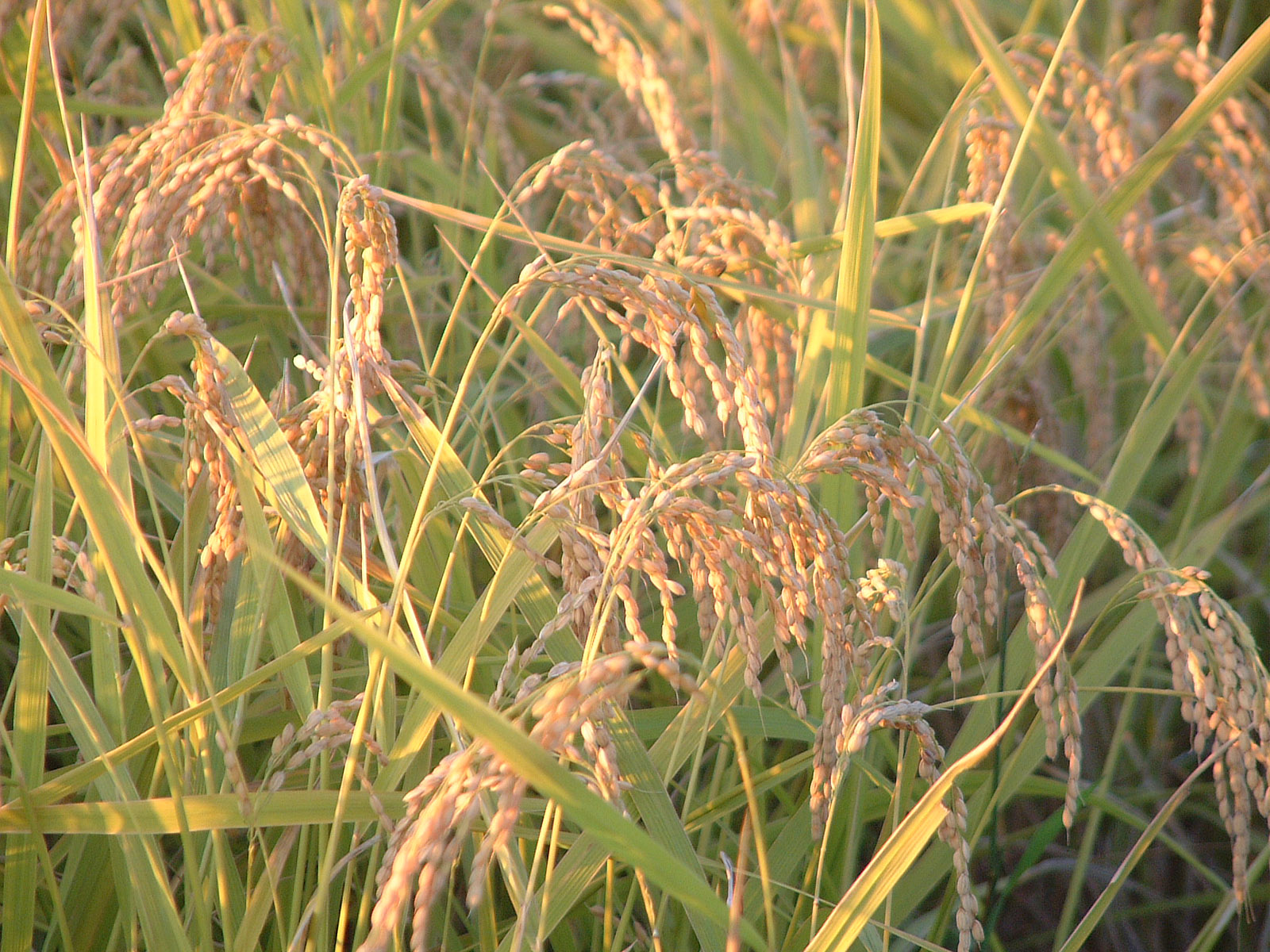
収穫前のコシヒカリの稲穂

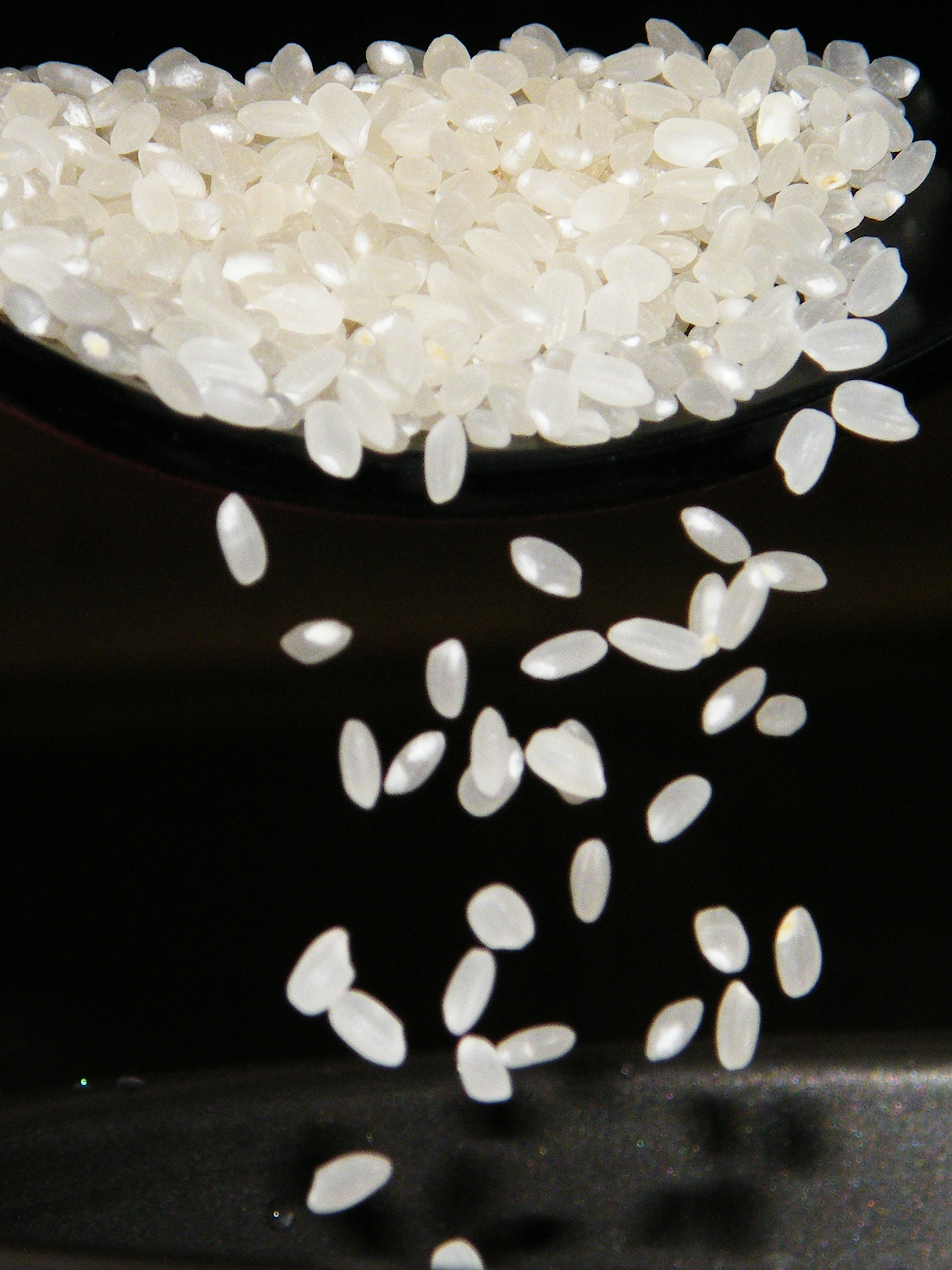
精米後のコシヒカリ

コシヒカリは、日本のイネの品種名およびそこから獲れる米の銘柄名。科学的にも種苗法上でもコシヒカリとは異なる品種であるコシヒカリBLも「コシヒカリ」との銘柄で販売されている。
日本のうるち米作付面積のうち最大（2020年産で33.7%）の品種である。

## 品種特性

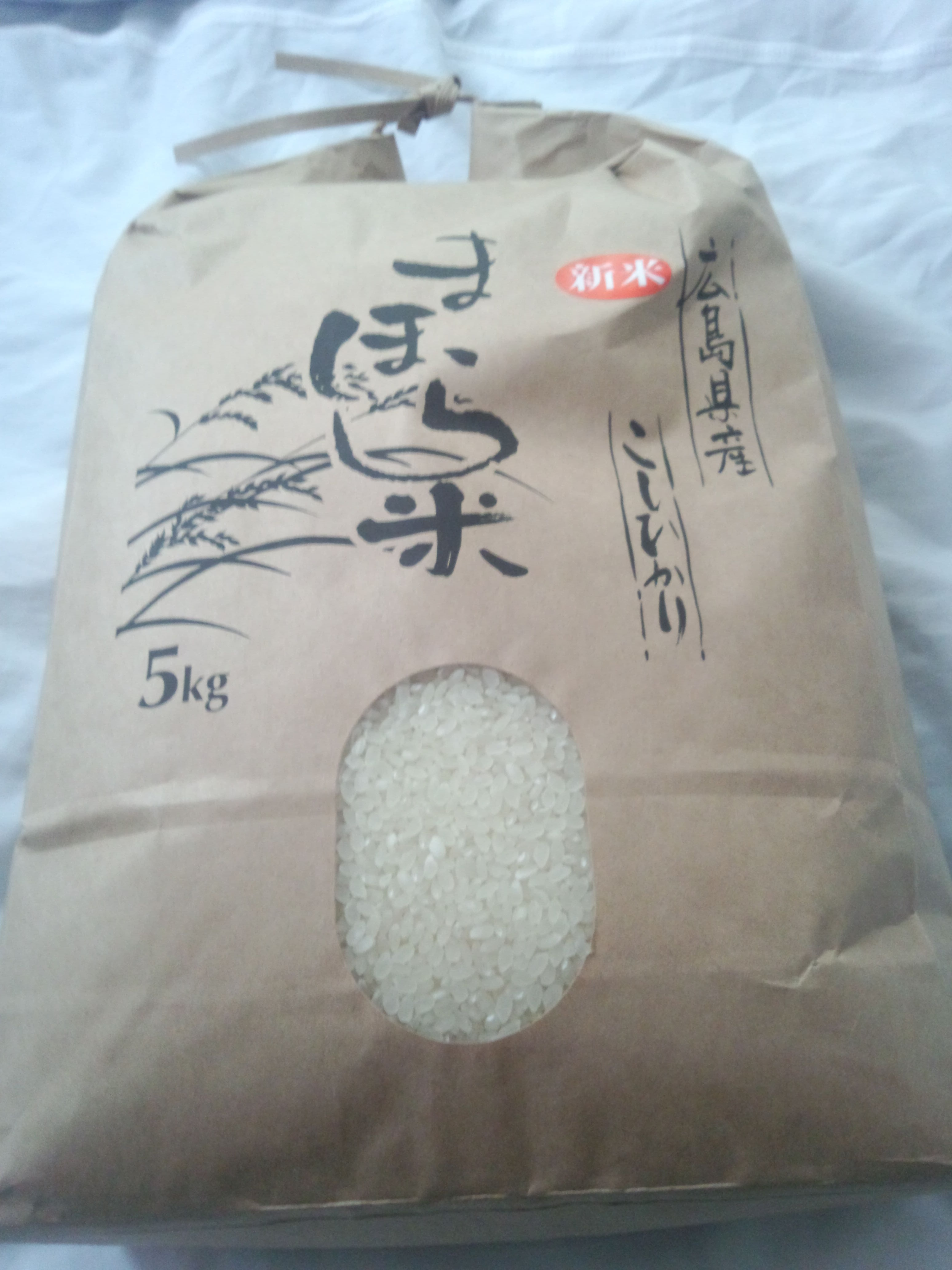
販売用に袋詰めされたコシヒカリ

コシヒカリという品種は1つであるが、コシヒカリという銘柄（消費者が買う段階の商品名）にはコシヒカリ（品種）と多数の品種を含むコシヒカリBLという品種群が含まれる。現在、「新潟県産コシヒカリ」という銘柄は、9割以上がコシヒカリBLという品種群であり、コシヒカリ（品種）とは異なる。
コシヒカリ（品種）は、東北地方の岩手・秋田県以南（鹿児島県種子島以北）の日本各地で栽培される品種である。1956年（昭和31年）、水稲農林100号「コシヒカリ」として命名登録された。1979年（昭和54年）から作付面積1位を続け、2016年には作付比率36.2%であった。
粘りが強い食感で食味に優れる品種であるが、栽培上は倒伏しやすい、いもち病などに弱いなどの欠点も併せ持つ。新潟県魚沼地域がコシヒカリBLの一大産地として広く知られており、全国に出荷される。魚沼産は1989年産から2016年産にかけて日本穀物検定協会による食味ランキングで、最上位である「特A」の格付けが維持されていた。近年では海外での日本食ブームもあり、アメリカ合衆国カリフォルニア州でもコシヒカリの栽培が行われている。
コシヒカリと言う名前は、越前、越中、越後などの国々を指す「越の国」と「光」の字から「越の国に光かがやく」ことを願って付けられた。名付け親である元旧新潟県農業試験場長の国武正彦が「木枯らしが吹けば色なき越の国　せめて光れや稲越光（冬には雪に閉ざされてしまう越の国にあってコシヒカリが越の国を輝かせる光となりますように、の意）」と、和歌に詠んだことによる。
コシヒカリの品種構成
2014年度 - 15年度の新潟県のコシヒカリILの品種構成

## 育成経過
1944年（昭和19年）に、新潟県農業試験場の高橋浩之により「農林22号」を母、「農林1号」を父とした交配が行われたが、この雑種は第二次世界大戦下の状況悪化のため翌年の栽培は見送られた。
1946年（昭和21年）、戦争終了後、育種事業が再開され、前述の雑種（雑種第一代）の栽培が行なわれた。この年の11月に高橋は転出したため、この交配組合せの育成は、仮谷桂と池隆肆に引き継がれた。1947年（昭和22年）には、雑種第二代の栽培と選抜が行なわれた。選ばれた雑種第三代の種子の一部（20粒とも伝えられる）は、福井農事改良実験所（現：福井県農業試験場）に送られ、石墨慶一郎と岡田正憲を担当として育成が行われることになった。この系統はぬかるんだ湿田にも適しており、1948年6月に起きた福井地震による水田の液状化現象被害でも生き残った。
福井県での1948年（昭和23年）から1952年（昭和27年）までの育種の結果、有望な2系統が育成され、「越南14号」「越南17号」の系統名が与えられた。収量が多い越南14号は後に「農林91号」として登録され「ホウネンワセ」の品種名がついた。
1953年（昭和28年）から「越南17号」について、20府県での適応性試験が行なわれた。結果は茎が弱く倒れやすい、穂首いもちに弱い、未熟粒（青米）が多い、収量も多くないなど、否定的な結果が多いものであった。
育成地の福井県でも、奨励品種採用が見送られたほどの成績であったが、熟した時の色や米質の良さに石墨らが注目して試験栽培が続けられ、他府県にも提供された経緯がある。越南17号を救ったのは、採用県の新潟県とそれに賛同した千葉県であった。1955年（昭和30年）に越南17号は、新潟県・千葉県の奨励品種となる。新潟県が奨励品種としたのは、当時の主要品種である農林21号よりも葉いもち耐性が優れ、収量が安定しており、米質も農林21号と同じく非常に優れていたためである。また、農家が肥料を与えすぎる傾向があり、そのため草丈が伸びてイネが倒れてしまいやすい事から、あえて多肥栽培に向かない、作りにくい品種を選びそれを解決しようとしたためとも言われている。倒伏しても茎がしっかりしていたという観察結果も後押しとなった。
こうした経緯から、新潟県農業総合研究所（長岡市）には「コシヒカリ記念碑」が、福井県立農事試験場跡（福井市）には「コシヒカリ育成の地」碑がそれぞれ建てられている。
一方で有機農法を推進する立場からは、多肥栽培に向かない＝有機肥料に向かない、病虫害に弱い＝農薬の大量散布が必要、という観点から、批判する意見もある。
新潟・千葉の2県での奨励品種決定を受けて、福井県では越南17号の命名登録を行なうことになった。福井県側から、新潟県側に命名の依頼が行なわれた。新潟県は、両県がかつて含まれていた「越国」（こしのくに）に因み、「越の国に光輝く米」と言う願いを込めて「コシヒカリ」と命名した。コシヒカリは、1956年（昭和31年）に農林登録され、農林品種としては農林100号の番号がついた。後に、育成者の代表として石墨は、日本育種学会賞や農林大臣賞を受賞している。
「農林22号」と「農林1号」との交配によって産まれた水稲品種にはコシヒカリとハツニシキがある。ササニシキは、ハツニシキに多肥において倒伏しても稈が折れない性質をもったササシグレ を交配し、その耐倒伏性を少しだけ改善した品種である。つまり、コシヒカリとササニシキは親戚同士にあたる品種である。
交配系譜
|          |          |          |          |                         |                         |                         |                         |                         |                         | 陸羽132号                         | 陸羽132号            | 陸羽132号            | 陸羽132号            | 陸羽132号 | 陸羽132号 |                          |                          | 森多早生                 | 森多早生                 | 森多早生                 | 森多早生                 | 森多早生 | 森多早生 |  |  | 農林6号 （近畿9号）               | 農林6号 （近畿9号）               | 農林6号 （近畿9号）               | 農林6号 （近畿9号）               | 農林6号 （近畿9号）               | 農林6号 （近畿9号）               |                       |                       | 農林8号 （近畿15号） | 農林8号 （近畿15号） | 農林8号 （近畿15号） | 農林8号 （近畿15号） | 農林8号 （近畿15号） | 農林8号 （近畿15号） |
|          |          |          |          |                         |                         |                         |                         |                         |                         | 陸羽132号                         | 陸羽132号            | 陸羽132号            | 陸羽132号            | 陸羽132号 | 陸羽132号 |                          |                          | 森多早生                 | 森多早生                 | 森多早生                 | 森多早生                 | 森多早生 | 森多早生 |  |  | 農林6号 （近畿9号）               | 農林6号 （近畿9号）               | 農林6号 （近畿9号）               | 農林6号 （近畿9号）               | 農林6号 （近畿9号）               | 農林6号 （近畿9号）               |                       |                       | 農林8号 （近畿15号） | 農林8号 （近畿15号） | 農林8号 （近畿15号） | 農林8号 （近畿15号） | 農林8号 （近畿15号） | 農林8号 （近畿15号） |
|          |          |          |          |                         |                         |                         |                         |                         |                         |                                   |                      |                      |                      |           |           |                          |                          |                          |                          |                          |                          |          |          |  |  |                                   |                                   |                                   |                                   |                                   |                                   |                       |                       |                      |                      |                      |                      |                      |                      |
| 東北24号 | 東北24号 | 東北24号 | 東北24号 | 東北24号                | 東北24号                |                         |                         | 農林8号 （近畿15号）    | 農林8号 （近畿15号）    | 農林8号 （近畿15号）              | 農林8号 （近畿15号） | 農林8号 （近畿15号） | 農林8号 （近畿15号） |           |           | 農林1号 （北陸4号）      | 農林1号 （北陸4号）      | 農林1号 （北陸4号）      | 農林1号 （北陸4号）      | 農林1号 （北陸4号）      | 農林1号 （北陸4号）      |          |          |  |  |                                   |                                   | 農林22号 （近畿34号）             | 農林22号 （近畿34号）             | 農林22号 （近畿34号）             | 農林22号 （近畿34号）             | 農林22号 （近畿34号） | 農林22号 （近畿34号） |                      |                      |                      |                      |                      |                      |
| 東北24号 | 東北24号 | 東北24号 | 東北24号 | 東北24号                | 東北24号                |                         |                         | 農林8号 （近畿15号）    | 農林8号 （近畿15号）    | 農林8号 （近畿15号）              | 農林8号 （近畿15号） | 農林8号 （近畿15号） | 農林8号 （近畿15号） |           |           | 農林1号 （北陸4号）      | 農林1号 （北陸4号）      | 農林1号 （北陸4号）      | 農林1号 （北陸4号）      | 農林1号 （北陸4号）      | 農林1号 （北陸4号）      |          |          |  |  |                                   |                                   | 農林22号 （近畿34号）             | 農林22号 （近畿34号）             | 農林22号 （近畿34号）             | 農林22号 （近畿34号）             | 農林22号 （近畿34号） | 農林22号 （近畿34号） |                      |                      |                      |                      |                      |                      |
|          |          |          |          |                         |                         |                         |                         |                         |                         |                                   |                      |                      |                      |           |           |                          |                          |                          |                          |                          |                          |          |          |  |  |                                   |                                   |                                   |                                   |                                   |                                   |                       |                       |                      |                      |                      |                      |                      |                      |
|          |          |          |          |                         |                         |                         |                         |                         |                         |                                   |                      |                      |                      |           |           |                          |                          |                          |                          |                          |                          |          |          |  |  |                                   |                                   |                                   |                                   |                                   |                                   |                       |                       |                      |                      |                      |                      |                      |                      |
|          |          |          |          | 東北54号 （ササシグレ） | 東北54号 （ササシグレ） | 東北54号 （ササシグレ） | 東北54号 （ササシグレ） | 東北54号 （ササシグレ） | 東北54号 （ササシグレ） |                                   |                      |                      |                      |           |           | 奥羽224号 （ハツニシキ） | 奥羽224号 （ハツニシキ） | 奥羽224号 （ハツニシキ） | 奥羽224号 （ハツニシキ） | 奥羽224号 （ハツニシキ） | 奥羽224号 （ハツニシキ） |          |          |  |  | 農林100号 越南17号 （コシヒカリ） | 農林100号 越南17号 （コシヒカリ） | 農林100号 越南17号 （コシヒカリ） | 農林100号 越南17号 （コシヒカリ） | 農林100号 越南17号 （コシヒカリ） | 農林100号 越南17号 （コシヒカリ） |                       |                       |                      |                      |                      |                      |                      |                      |
|          |          |          |          | 東北54号 （ササシグレ） | 東北54号 （ササシグレ） | 東北54号 （ササシグレ） | 東北54号 （ササシグレ） | 東北54号 （ササシグレ） | 東北54号 （ササシグレ） |                                   |                      |                      |                      |           |           | 奥羽224号 （ハツニシキ） | 奥羽224号 （ハツニシキ） | 奥羽224号 （ハツニシキ） | 奥羽224号 （ハツニシキ） | 奥羽224号 （ハツニシキ） | 奥羽224号 （ハツニシキ） |          |          |  |  | 農林100号 越南17号 （コシヒカリ） | 農林100号 越南17号 （コシヒカリ） | 農林100号 越南17号 （コシヒカリ） | 農林100号 越南17号 （コシヒカリ） | 農林100号 越南17号 （コシヒカリ） | 農林100号 越南17号 （コシヒカリ） |                       |                       |                      |                      |                      |                      |                      |                      |
|          |          |          |          |                         |                         |                         |                         |                         |                         |                                   |                      |                      |                      |           |           |                          |                          |                          |                          |                          |                          |          |          |  |  |                                   |                                   |                                   |                                   |                                   |                                   |                       |                       |                      |                      |                      |                      |                      |                      |
|          |          |          |          |                         |                         |                         |                         |                         |                         | 農林150号 東北78号 （ササニシキ） |                      |                      |                      |           |           |                          |                          |                          |                          |                          |                          |          |          |  |  |                                   |                                   |                                   |                                   |                                   |                                   |                       |                       |                      |                      |                      |                      |                      |                      |

## 日本各地への普及

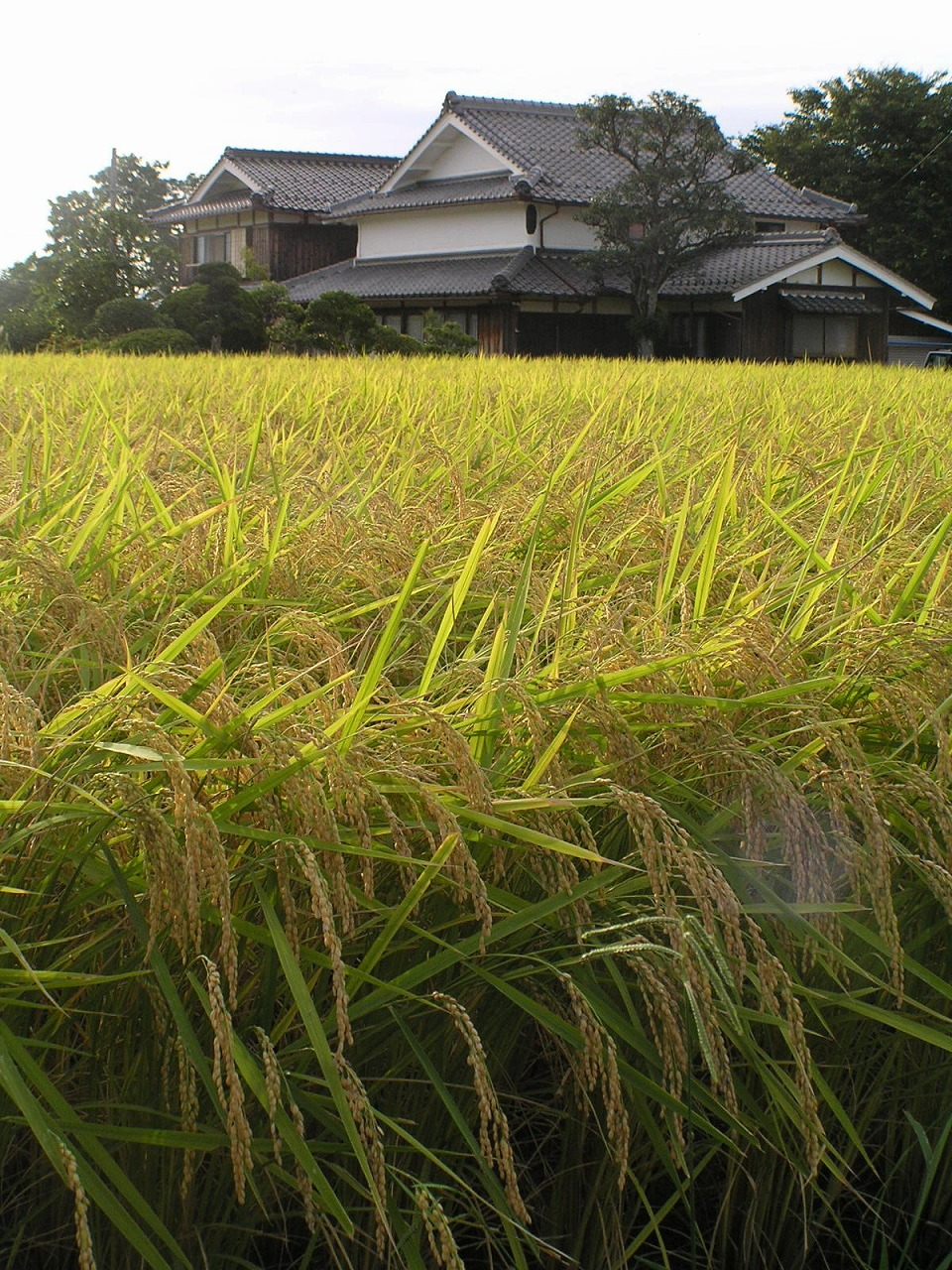
収穫時期のコシヒカリ（兵庫県）

日本穀物検定協会による平成20年度の「米の食味ランキング」において最高の「特A」を得たコシヒカリの産地は、山形県の内陸部村山地方、最上地方、置賜地方、下越以外の新潟県の全域、福島県の会津、群馬県の北毛、長野県の東信地方、山梨県の峡北だった。この内、新潟県の魚沼産が一番高値で取引されている。すなわち、食味の良い産地は新潟県周辺の内陸部に集中しているが、これらの地域では夏季にフェーン現象などで昼間に高温になりながらも夜間は熱帯夜になりづらいという気候の特徴が共通している。また近年では、誕生した福井県産も最高ランクを立て続けに獲得している。
これらの「特A」産地以外では、栃木県が1957年にコシヒカリの耐冷性に注目し、県北部での普及品種として採用した。また、鹿児島県（1960年）や宮崎県（1961年）では、早期栽培用の品種として採用するなど、南東北から南九州までコシヒカリの栽培地は広がっている。高温下でも外観品質が低下しないこと（但し熱帯夜により夜間の気温が30℃を超えたままの日が続くと出穂後の実入りが悪くなる）、および穂発芽（多雨や倒伏による浸水で穂のまま発芽してしまうこと）への抵抗性が非常に強いことが、コシヒカリが広く普及した理由である。福井県での採用は遅めの1972年である。
なお、コシヒカリと掛け合わせることで、新たな品種の育成が各地で多数試みられている。代表的な品種として、あきたこまち・ヒノヒカリ・ひとめぼれ・森のくまさん・はるみ がある。

## コシヒカリの生育特性
一例として、福井県でのコシヒカリの栽培時期を示す。
- 播種日 … 4月25日
- 田植日 … 5月21日
- 出穂期 … 8月9日
- 登熟期間 … 8月19日〜9月18日

注）登熟期間の開始日は、出穂期+10日目の日としている。

## コシヒカリBL
コシヒカリBLとは、いもち病に抵抗性を持つように改良された新たな品種群である。BLとは、いもち病抵抗性系統の意味であるBlast resistance Lines（ブラスト・レジスタンス・ラインズ）の略。新潟県で育成・栽培されるコシヒカリ新潟BL1号〜12号の12品種が嚆矢である。2005年から新潟県で作付けされるコシヒカリのほとんどがコシヒカリBLである。なお、富山県でも独自のコシヒカリBLを育成している。

## 関連品種

### 祖先品種
- 愛国 (米)
- 陸羽20号
- 亀の尾
- 陸羽132号
- 農林1号
- 旭
- 農林22号

### 姉妹品種（同世代）
いずれも「農林22号」×「農林1号」の交配組合せ。
- ヤマセニシキ
- ハツニシキ - 農研機構（旧東北農業試験場）（1954年）
- ホウネンワセ
- 越路早生（こしじわせ）

### 子品種（+1世代）
一覧については「コシヒカリを親にした品種一覧」 を参照。
- 初星[24] - 愛知県農業総合試験場（1977年）
- あきたこまち[19] - 秋田県農業試験場（1984年）
- ヒノヒカリ[20] - 宮崎県総合農業試験場（1989年）
- ユメヒカリ[25] - 農研機構（旧九州農業試験場)（1990年）
- ひとめぼれ[21] - 宮城県古川農業試験場（1991年）
- 森のくまさん（旧称：熊本2号）[22] - 熊本県農業研究センター農産園芸研究所（1996年）
- ヒカリ新世紀[23]
- コシヒカリBL
- 五百川
- はるみ[26] - JA全農 営農・技術センター
- 秋の詩[27] - 滋賀県農業技術振興センター（1998年）

### 孫品種（+2世代）
以下、交配組合せは「種子親×花粉親」の順である。
- しまひかり[28] - コシホマレ×そらち - 北海道立道南農業試験場（1980年）
- キヌヒカリ[29] - F1（収2800×北陸100号）×北陸96号 - 農研機構（旧北陸農業試験場）（1988年）
- はえぬき - 庄内29号×あきたこまち - 山形農業試験場庄内支場（1990年）
- 夢いずみ[30] -  西海186号(ユメヒカリ）×キヌヒカリ - 熊本県農業研究センター農産園芸研究所（1996年）
- あきげしき[31] - 九系919（西海199号）×ヒノヒカリ - 宮崎県総合農業試験場（1997年）
- つがるロマン - ふ系141号×あきたこまち - 青森県農業試験場（1997年）
- こしいぶき - ひとめぼれ×どまんなか - 新潟県農業総合研究所（2000年）
- 夢しずく[32] - キヌヒカリ×ひとめぼれ - 佐賀県農業試験場（2000年）
- いわてっこ[33] - ひとめぼれ×東北141号（こころまち） - 岩手県農業研究センター銘柄米開発研究室（2001年）
- 天使の詩[34] - 西海201号×関東165号 - 佐賀県農業試験場（2003年）

### 曾孫品種（+3世代）
- きらら397[35] - 渡育214号（しまひかり）×道北36号（キタアケ） - 北海道立上川農業試験場（1988年）
- ななつぼし[36] - F1（ひとめぼれ×空系90242A）×空育150号（あきほ）- 北海道立中央農業試験場（2001年）
- さがびより[37] - 天使の詩[38]×あいちのかおりSBL[39] - 佐賀県農業試験場（2003年）
- きぬむすめ[40] - キヌヒカリ×愛知92号（祭り晴） - 農研機構 九州沖縄農業研究センター（2005年）
- 萌えみのり[41] - 南海128号×はえぬき - 農研機構 東北農業研究センター（2006年）
- まっしぐら[42] - 奥羽341号×山形40号 - 青森県農業総合研究センター（2007年）
- ゆめおばこ[43] - 岩南8号×秋田58号 - 秋田県農林水産技術センター農業試験場（2008年）
- つや姫[44] - 山形70号×東北164号 - 山形県農業総合研究センター水田農業試験場（2009年）
- 天のつぶ[45] - 奥羽357号×越南159号 - 福島県農業総合センター（2010年）
- みずかがみ[46] - 滋賀66号×滋賀64号 - 滋賀県農業技術振興センター栽培研究部（2012年）

### 玄孫品種（+4世代）
- おぼろづき[47] - 空育150号（あきほ）×北海287号 - 農研機構　北海道研究センター（2003年）
- ふっくりんこ[48] - 空系90242B×上育418号（ほしのゆめ）- 北海道立道南農業試験場（2003年）
- にこまる[49] - は系626（きぬむすめ）×北陸174号 - 農研機構　九州沖縄農業研究センター（2005年）
- おいでまい[50] - あわみのり×ほほえみ - 香川県農業試験場（2011年）
- 新之助[51] - 新潟75号×北陸190号 - 新潟県農業総合研究所作物研究センター(2015年）
- 雪若丸[52] - 山形80号×山形90号 - 山形県農業総合研究センター農業生産技術試験場庄内支場（2017年）
- いちほまれ[53] - 富山67号（てんこもり）×イクヒカリ - 福井県農業試験場（2017年）

### 来孫品種（+5世代）
- 銀河のしずく[54] - 奥羽400号×北陸208号 - 岩手県農業研究センター(2015年)
- 青天の霹靂[55] - F1（北陸202号×青系157号）×青系158号 - 青森県産業技術センター農林総合研究所（2015年）

### その他
- ササニシキ[14] - 宮城県農業試験場古川分場（1963年）：コシヒカリの姉妹品種「ハツニシキ」の子品種。

## コシヒカリを題材にした楽曲
「コシヒカリ音頭」（作詞：吉川文郎、作曲：三木かをる、歌：雪割草）
1977年発売。プライベート盤では異例の1万枚を売り上げた。1979年に林家こん平がカバーし、日本コロムビアから全国発売。1980年2月5日に同社のゴールデンヒット賞を受賞した。2018年に演歌女子ルピナス組（現：民族ハッピー組）のメジャーデビューシングルとしてカバーされている。
「私こしひかり」（作詞・作曲・歌：米米CLUB）
1991年発表のアルバム「米米CLUB」に収録の楽曲。因みにヴォーカルはジェームス小野田（小野田安秀）。ただし宮城県でのコンサートに限っては「私ササニシキ」として歌われた。